# Cantón de Bonneval
El cantón de Bonneval era una división administrativa francesa, que estaba situada en el departamento de Eure y Loir y la región de Centro-Valle de Loira.

## Composición
El cantón estaba formado por veinte comunas:
- Alluyes
- Bonneval
- Bouville
- Bullainville
- Dancy
- Flacey
- Le Gault-Saint-Denis
- Meslay-le-Vidame
- Montboissier
- Montharville
- Moriers
- Neuvy-en-Dunois
- Pré-Saint-Évroult
- Pré-Saint-Martin
- Saint-Maur-sur-le-Loir
- Sancheville
- Saumeray
- Trizay-lès-Bonneval
- Villiers-Saint-Orien
- Vitray-en-Beauce

## Supresión del cantón de Bonneval
En aplicación del Decreto n.º 2014-231 de 24 de febrero de 2014, el cantón de Bonneval fue suprimido el 22 de marzo de 2015 y sus 20 comunas pasaron a formar parte; once del nuevo cantón de Châteaudun y nueve del nuevo cantón de Voves.